# Лестничный ум
Ле́стничный ум, остроу́мие на ле́стнице (фр. l'esprit d'escalier) — фраза, эквивалентная русской поговорке «задним умом крепок», означающая, что человек находит правильный/хороший ответ, когда время для него уже упущено. В буквальном переводе: «достойный ответ приходит, когда человек уже вышел из помещения на лестницу или лестничную площадку».

## Происхождение
Название этому явлению было дано французским энциклопедистом и философом Дени Дидро в его эссе Paradoxe sur le comédien. Во время обеда в доме государственного деятеля Жака Неккера ему было сделано замечание, которое заставило его надолго замолчать, потому что, как он объясняет, «l’homme sensible, comme moi, tout entier à ce qu’on lui objecte, perd la tête et ne se retrouve qu’au bas de l’escalier» («чувствительный человек, такой как я, был преисполнен выдвинутым аргументом, смутился и смог ясно размышлять, только спустившись с лестницы»). В данном случае фраза «спустившись с лестницы» отражает архитектуру особняка, в который был приглашён Дидро. В таких домах комнаты для приёма гостей располагались на étage noble (почётный этаж), то есть на втором этаже, соответственно, «спуск с лестницы» означал уход со встречи и невозможность привести свой запоздалый аргумент.
Жан-Жак Руссо тоже вспоминал своё огорчение от l’esprit de l’escalier. В своей «Исповеди» он ругал такие социальные промахи и упущенные возможности за то, что они превратили его в мизантропа, и утешал себя тем, что он лучше в «беседах по почте».

## Примеры
Я принуждённо улыбнулся:
— Что делать — я задним умом крепок. Как говорит про меня Лаврова — ль эспери де эскайе.
— Это что? — с интересом посмотрел на меня комиссар.
— По-французски значит «лестничный ум».
— А! Ну да, эскалатор — лестница! — сообразил комиссар.
— Аркадий Вайнер, Георгий Вайнер. Визит к Минотавру

Есть целая книга (Герстлетта), называющаяся «Остроумие на лестнице» (Der Treppen-witz der Geschichte), специально посвящённая таким позднее присочинённым остроумным «историческим» словам и выходкам, которые на самом деле никогда не происходили, но пришли в голову лишь впоследствии, когда уже человек простился со своим собеседником и, «спускаясь по лестнице», придумал, как бы хорошо было сказать ещё то-то и то-то.
— Евгений Тарле. Наполеон. Глава XIII. Нашествие Наполеона на Россию. 1812 г.

## На других языках
Идишское слово трепвертер (טרעפּװערטער‎ «слова на лестнице») и заимствованое в английском языке нем. Treppenwitz выражают ту же самую идею, что и l’esprit de l’escalier. Тем не менее, Treppenwitz в современном немецком языке имеет другое значение: оно относится к событиям или фактам, которые противоречат своей основе или контексту. Часто используемая фраза Treppenwitz der Weltgeschichte («лестничная шутка мировой истории») происходит от одноимённого названия книги Вильяма Льюиса Хертслета и означает «парадокс истории».